# 5982 Polykletus
5982 Polykletus è un asteroide della fascia principale. Scoperto nel 1971, presenta un'orbita caratterizzata da un semiasse maggiore pari a 2,7509961 UA e da un'eccentricità di 0,1998753, inclinata di 11,33979° rispetto all'eclittica.